# Indeni/udenpå
Indeni/udenpå er et album fra 1986 indspillet af Trille og udgivet på pladeselskabet ExLibris (EXL 30 027). Albummet blev oprindeligt udgivet som LP, men blev genudgivet på CD i 2010 i bokssættet Hele Balladen.

## Sange

### Side 1
1. Frankrig Og Paris  6:00
2. Mer  4:52
3. Sig, Der Er Noget Mer!  4:12
4. Ser For Sig, Hvordan Hun Danser  3:35
5. Måne-Tågesøster  3:52

### Side 2
1. Indeni/Udenpå  5:00
2. Bølger Af Kraft  3:28
3. Med Blinkende Lygter Og For Fulde Gardiner  4:27
4. Tosset  4:50
5. Tværs Gennem Min Drøm  3:58